# ГЕС Fanoole
ГЕС Fanoole – гідроелектростанція у південній частині Сомалі, споруджена на річці Джуба за 30 км на північний захід від Джиліб. Станом на середину 2010-х була першою та єдиною ГЕС країни.
У 1977-1982 роках за допомоги Китаю реалізували проект спорудження гідрокомплексу Fanoole, який передусім мав забезпечити іригацію до 13 тисяч гектарів земель. В межах проекту Джубу перекрили бетонною греблею з чотирма водопропускними шлюзами та розташованим біля лівого берегу машинним залом. Останній обладнали двома турбінами потужністю по 2,3 МВт, котрі мали виробляти біля 10 млн кВт-год електроенергії на рік. Продукція постачалась до міст Джиліб і Marerey та планувалось прокладання ЛЕП до великого портового міста Кісмайо. Крім того, за умови будівнцитва у верхів’ях Джуби греблі біля міста Бардере виробітка електроенергії на Fanoole могла суттєво зрости внаслідок стабілізації річного стоку.
Втім, не лише спорудити ГЕС Бардере (проектна потужність 105 МВт), але й завершити гідрокомплекс Fanoole так і не вдалось. Від останнього проклали лише один запланований іригаційний канал із трьох (щоправда, найбільшої довжини серед них) та організували зрошення лише 1,8 тисяч гектарів. Невдовзі, на початку 1990-х, країну охопила руйнівна громадянська війна, а в 1998 році внаслідо викликаних феноменом Ель-Ніньйо злив річка змінила своє русло та обійшла греблю зліва. В результаті станом на середину 2010-х гідрокомплекс знаходився у закинутому стані.